# Брек (деревня)
Брек — деревня в Верхнеуслонском районе Татарстана. Входит в состав Шеланговского сельского поселения.

## География
Находится в западной части Татарстана на расстоянии приблизительно 24 км на юг от районного центра села Верхний Услон в 5 км от Куйбышевского водохранилища.

## История
Основана в 1920-х годах.

## Население
Постоянных жителей было в 1926 году — 179, в 1938 — 370, в 1949 — 247, в 1958 — 237, в 1970 — 155, в 1979 — 131, в 1989 — 75. Постоянное население составляло 82 человек (татары 88 %) в 2002 году, 46 — в 2010.